# Ljussprötad tallbarrsmal
Ljussprötad tallbarrsmal (Ocnerostoma piniariellum) är en fjärilsart som beskrevs av Philipp Christoph Zeller 1847. Ljussprötad tallbarrsmal ingår i släktet Ocnerostoma, och familjen spinnmalar. Arten är reproducerande i Sverige.